# Marcheprime

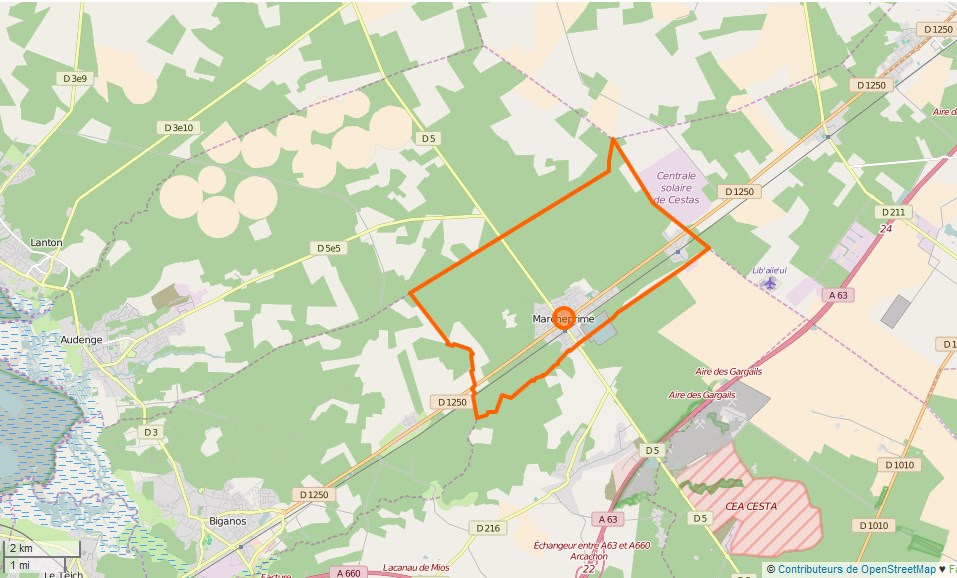
Gemeindegrenzen von Marcheprime

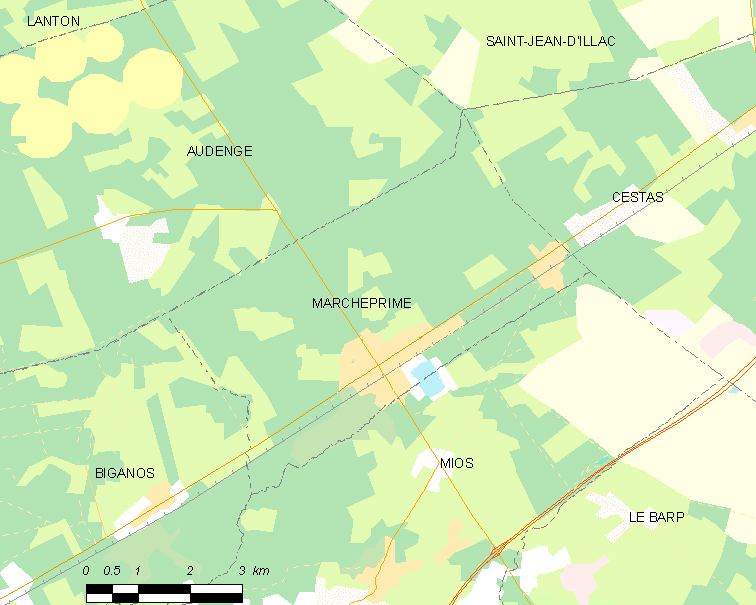
Umgebungskarte der Gemeinde Marcheprime

 Marcheprime  (okzitan.: Marcha Prima) ist eine französische Stadt im Département Gironde in der Region Nouvelle-Aquitaine. Während Marcheprime im Jahr 1962 nur über 892 Einwohner hatte, zählt man aktuell 5637 Einwohner (Stand 1. Januar 2022).
Die Gemeinde gehört zum Kanton Gujan-Mestras im Arrondissement Arcachon.
Marcheprime liegt auf halbem Weg zwischen den Städten Bordeaux und Arcachon im Regionalen Naturpark Landes de Gascogne.

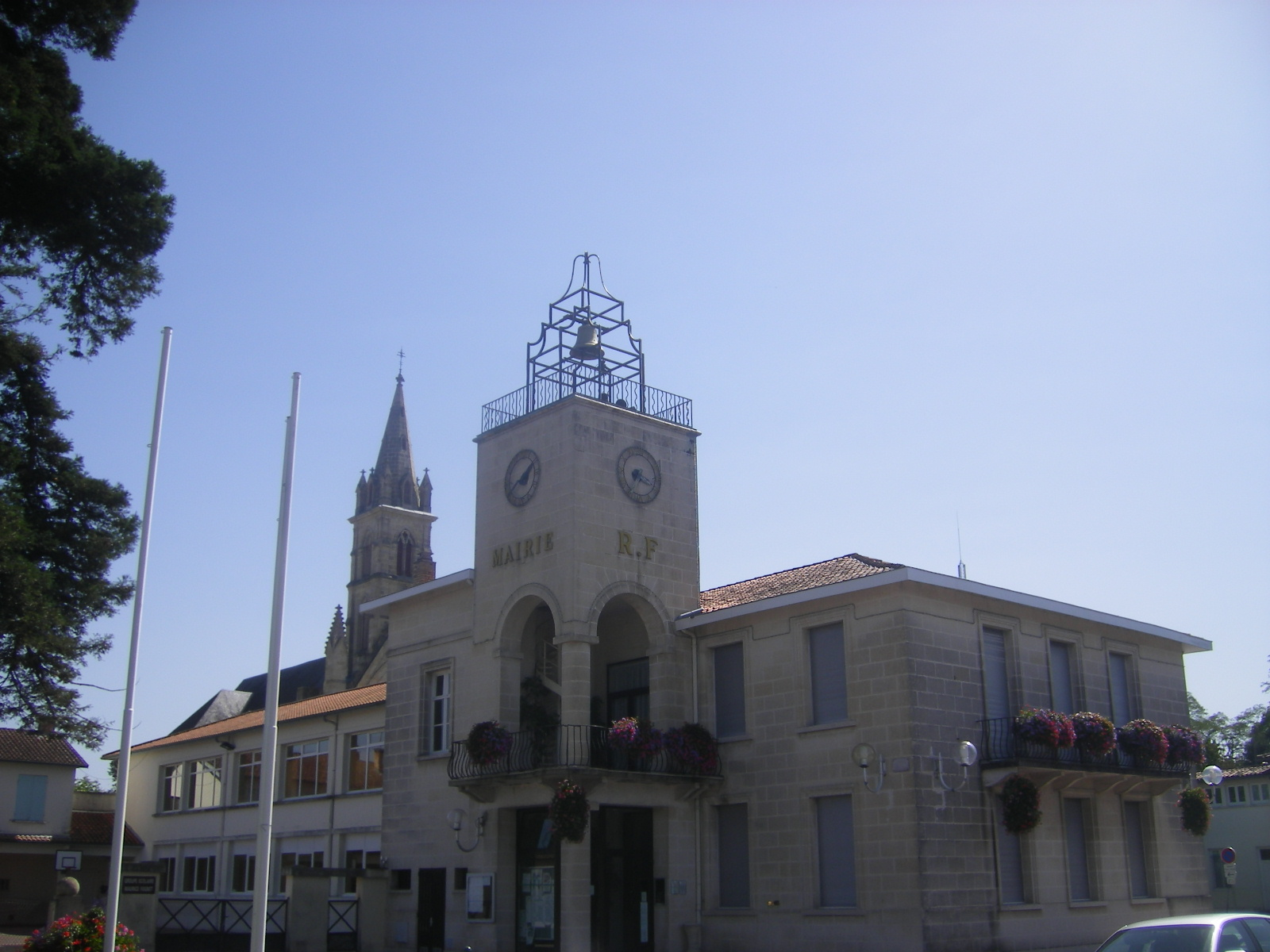
Mairie von Marcheprime
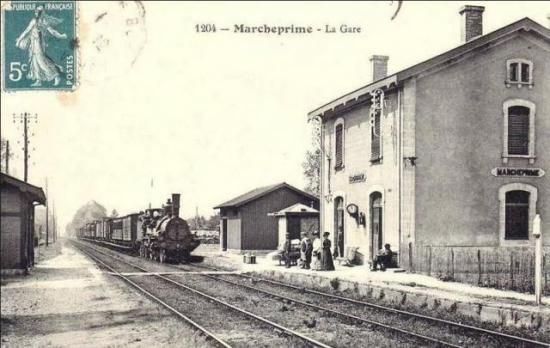
Der Bahnhof auf einer Postkarte von 1920

## Bevölkerungsentwicklung
| Jahr                       | 1962 | 1968 | 1975 | 1982 | 1990 | 1999 | 2010 | 2017 |
| Einwohner                  | 892  | 947  | 1256 | 1388 | 2420 | 3486 | 4301 | 4724 |
| Quellen: Cassini und INSEE |      |      |      |      |      |      |      |      |